# Wohlfahrtia smarti
Wohlfahrtia smarti är en tvåvingeart som beskrevs av Salem 1938. Wohlfahrtia smarti ingår i släktet Wohlfahrtia och familjen köttflugor.
Artens utbredningsområde är Somalia. Inga underarter finns listade i Catalogue of Life.